# 福斯罗G1000BB型柴油机车
福斯罗G1000BB型柴油机车（德語：Vossloh G 1000 BB）是福斯罗自2002年起生产的一款带有中央驾驶室的液力传动柴油机车型号。它在瑞士联邦铁路内被定型为Am842型，在卢森堡国家铁路内被定型为1100型。

## 技术特点
G1000BB型机车是福斯罗根据G800BB型机车的基础上发展而来，后者是专为奥地利联邦铁路所生产。但G1000BB型机车以功率为1,100千瓦的MTU发动机取代了原800千瓦的卡特彼勒发动机，因此前发动机舱被扩大，而其他功能例如转向架框架及整体尺寸则维持不变。
机车采用B'B'轴式，最高速度为100公里/小时。其整备重量为72吨或80吨，这取决于其所搭载的不同的设备变体。机车的起动牵引力为259千牛，燃油储备量为3,000公升。此外，机车还具有低废气排放和低噪音的特点。

## 运用

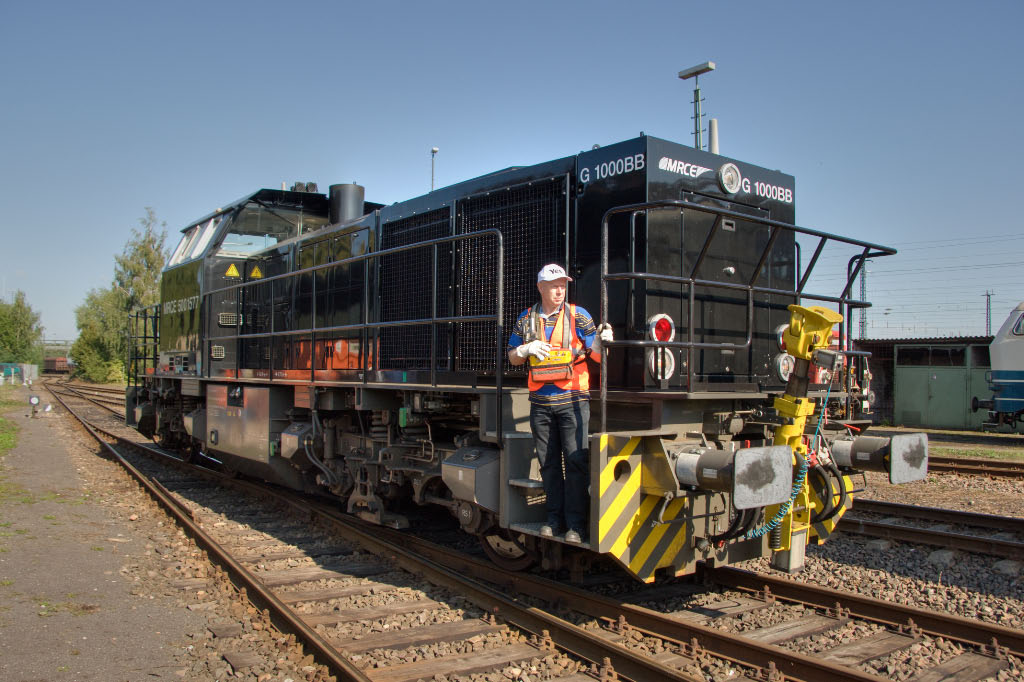
G1000BB型机车正进行远程遥控的调车作业

G1000BB型机车主要用于重载调车或轻载干线服务，它已获得可在德国、法国、意大利和瑞士等地运行的适航许可证。机车的主要租赁商为安格尔列车货运（现阿尔法列车）和福斯罗机车。三井铁路资本和北方铁路也提供这款机车的租赁业务。
瑞士联邦铁路货运将其所持有的这款机车定型为Am842型。这一型号包括3台G1000BB型机车以及2台原有的基尔G1204BB型柴油机车。
在德国，有数台机车由科隆港口及货物运输运营。易北-威悉铁路及运输公司也拥有两台；锡根地方铁路和法兰克福港口及市场管理有限公司（Managementgesellschaft für Hafen und Markt mbH，HFM）则分别持有1台。
原雷力昂（现德铁辛克铁路）于206年租用了部分G1000BB型机车，以测试其是否适合作为290型/294型机车继任者的可能性。这些机车因此被定型为261型，但该型号并没有出现在机车身上。如今，261型的编号已被授予了福伊特格拉维塔10BB型机车。
6台机车由卢森堡国家铁路运营。
在法国，欧洲货运铁路和威立雅货运均拥有超过10台，科拉斯铁路也拥有两台。
另有一台机车运用于挪威北部的希尔克内斯-比约内法滕铁路。